# هجوم بار متسفا
هجوم بار متسفا  هو هجوم وقع في الخضيرة في إسرائيل يوم الخميس 17 يناير 2002، قام به الفلسطيني البالغ من العمر 24 عامًا عبد السلام صادق حسونة، قام به أثناء احتفال مجموعة من اليهود ببلوغ فتاة يهودية وهو الحفل المُسمَّى بـ بار متسفا، قُتِلَ في الهجوم ستة إسرائيليين وجرح 33 أخرين.

## الهجوم
وقع الهجوم في الساعة 9:45 مساء (توقيت غرينيتش+2)، وأعلنت كتائب شهداء الأقصى مسؤوليتها عن الهجوم، وقالت إنه انتقامًا لمقتل زعيمها رائد الكرمي. وقالت الشرطة الإسرائيلية أن المُنفِّذ ألقى عدة قنابل داخل قاعة الاحتفال ثم فجر حزامه الناسف.

## ردود الفعل الرسمية
الأطراف المحلية
- أدانت السلطة الفلسطينية الهجوم ولكن ألقت اللوم على إسرائيل.[2]

الدولية
- الولايات المتحدة: أدانت أمريكا الهجوم «بأشد العبارات الممكنة».[2]

## وصلات خارجية
- سبعة قتلى في هجوم في إسرائيل - نُشِر في بي بي سي في 18 يناير 2002
- سبعة قتلى في بار متسفا في إسرائيل - نُشِر في نيويورك بوست في 18 يناير 2002